# Renfe série 260
Les locomotives de la série 260 sont d'anciennes locomotives électriques de la Renfe.
Commandées au titre de l'électrification de la section Ujo-Busdongo, sur la ligne de Pajares, les 6000 sont les premières machines électriques de la Compañía de los caminos de hierro del Norte mais aussi les premières machines en 3 000 volts continus d'Espagne.

## Conception
Les 6000 sont des machines typiquement américaines. ALCO construit les parties mécaniques (no 63213 à 63218/1923), General Electric les parties électriques (no 8704 à 8709/1923). Le poids par essieu est de 13,5 tonnes, limite imposée par les nombreux ouvrages d'art de la ligne. Ces machines sont équipées du freinage par récupération et du frein à vide Clayton.

## Service
Prévues pour la remorque des trains voyageurs et marchandises, les 6000 effectuent l'essentiel de leur carrière sur la rampe de Pajares. La livraison des 7700 et 7800, dans les années 1950, les relèguent à des taches plus secondaires. Elles sont toutes réformées vers 1975, sans jamais avoir quitté les Asturies. La 6005 est préservée et exposée au musée de Madrid-Delicias.